# 치안총감

치안총감의 계급장

치안총감(治安總監, 영어: Commissioner General)은 경찰관 계급 중 고위급 간부(경찰 수뇌부)에 속한다. 미군정기에는 경무총감이라는 직급으로 신설되었으며, 1946년 9월 2일 미 군정에서 수도경찰청장 장택상, 대구경찰청장 박재수, 전주경찰청장 황옥을 경무총감에 임명된 바 있다.
치안정감 중에서 임명하며, 권력 기관의 수장인 만큼 경찰청장은 국회의 인사청문회를 거쳐야 하며(국무총리하고는 달리 국회의 반대가 있어도 대통령의 재량에 따라 임명 가능) 해양경찰청장은 국회의 인사청문회가 필요없다. 
정무직에 가까운 계급으로, 인사권자(대통령)의 재량에 따라 임기 도중 해임 가능성도 배제할 수 없다.
대한민국 경찰공무원 중 해양경찰청장을 포함하여 단 두 사람만이 존재한다. 
계급 정년은 따로 정해져 있지 않으며, 임기는 2년이며 중임을 할 수 없다.
차관급의 예우를 받게 되며, 소방관의 소방총감(소방청장), 국군의 대장(육·해·공군참모총장, 육군 지상작전사령관, 제 2 작전사령관, 합참의장, 한미연합군사령부 부사령관)에 해당다.

## 경찰 관계
| - 경찰청장 | - 해양경찰청장 |

## 같이 보기
- 대한민국 경찰공무원의 계급